# 物理定律
物理規則、物理法則、物理規律、物理定律，或稱科學規則、科學法則、科學規律及科學定律，是一種理論陳述。這個陳述由特定的事實推理得出，適用於一個確定的群體或一類現象，並且可以透過陳述表明：在某些條件下，總是會發生某個特定的現象。物理定律通常是以科學方法，經過多年重複科學實驗與觀察得出的結論，並且在科學界被普遍接受。科學的一個基本目標，便是以這種定律的形式對環境進行總結描述。

## Laws as definitions
許多科學定律以數學的形式表達，如牛頓第二運動定律F = dp⁄dt、不確定性原理、最小作用量原理或因果律等等。雖然這些科學定律解釋了人們感官的經驗，它們仍然以經驗為依據，並不是「數學」的定理。數學定理可以純由數學證明，而不須經實驗證明。

## 結論
有些人這樣批評：一方面霍金說，一個好的科學理論必須優雅（簡單），但另一方面M理論認為，物質世界有十一個維度，原本的弦理論提出了十個維度，但後來卻增加越來越多的維度，其中一個版本有二十六個維度。Mathematica和Wolfram Alpha的發明人斯蒂芬·沃爾弗拉姆說，絕大多數的多重宇宙或其我們宇宙本身的物理法則（物理定律）不會是簡單的，反而他們對絕大多數的多重宇宙或其我們宇宙本身的物理法則（物理定律）往往幾乎是無限複雜。